# Ankenbälli
L'Ankenbälli est un sommet des Alpes bernoises, en Suisse, situé dans le canton de Berne, qui culmine à 3 601 m d'altitude. Il domine le glacier supérieur de Grindelwald au nord-est et le village de Grindelwald au nord-ouest.